# Painting Over Rust
Painting Over Rust è un album in inglese di Graziano Romani, pubblicato il 16 ottobre 2004 e presentato al pubblico con due speciali showscases acustici, tenutisi, rispettivamente, a Scandiano ed a Milano.
È il primo CD di Graziano Romani a presentare canzoni esclusivamente autografe.

## Tracce
Testi e musiche di Graziano Romani.
1. Painting Over Rust – 4:27
2. Brave Enough – 4:44
3. When Our Souls Ignite – 5:01
4. Lonely As a Cloud – 4:36
5. King of the Brokenhearted – 4:15
6. Tears in my Beer – 4:23
7. Oh Beautiful One – 4:37
8. In the Quest for a Good Time – 3:59
9. Get Together Soon – 3:43
10. Lead Me On, Saint Jude – 4:52
11. From Our Hands – 5:17
12. Faithless Times – 3:52
13. Thirteen – 4:20

## Musicisti

### Formazione
- Graziano Romani - voce; chitarra acustica; cori; armonica a bocca
- Max Ori - basso elettrico
- Pat Bonan - batteria; percussioni
- Francesco Germini - violino; viola; tastiere; pianoforte
- Max "Grizzly" Marmiroli - sassofono
- Fabrizio Tedeschini - chitarra elettrica; Chitarra acustica; chitarra ritimica

#### Guests
- Elliott Murphy - voce; cori in Get Together Soon
- David Scholl - voce; cori in  Brave Enough e Faithless Times
- Mel Previte - chitarra elettrica; chitarra ritimica in King of the Brokenhearted e In the Quest for a Good Time; cori in King of the Brokenhearted
- Chris Gianfranceschi - organo in Brave Enough; Oh Beautiful One e Lead Me On, Saint Jude